# Gonzalo Bonastre
Gonzalo Bonastre Fuster (Alicante, provincia de Alicante, Comunidad Valenciana, España, 3 de marzo de 1981) es un futbolista español. Juega de defensa central y su equipo actual es el Ontinyent Club de Fútbol de la Segunda División "B" de España. 

## Trayectoria
Gonzalo Bonastre se formó en las categorías inferiores del Hércules Club de Fútbol. Formó parte de la generación de canteranos del Hércules que logró el campeonato del Grupo V de División de Honor Juvenil y alcanzó las semifinales de la Copa del Rey de Juveniles en la temporada 1998/99. Tras la gran temporada de esta generación de juveniles formada por Manolo Martínez, Fernando Béjar o Vicente Verdejo entre otros, el Hércules tras su descenso a Segunda División "B" los subió al primer equipo.
Siendo juvenil de segundo año, debutó en Segunda División el 27 de abril de 1999 en el José Rico Pérez frente al Osasuna (1-1). En esa temporada jugó 5 partidos en la categoría de plata. En la temporada 1999/00, jugó 12 partidos en Segunda "B", el equipo herculano disputó la promoción de ascenso. En la temporada 2000/01 jugó en el Hércules "B" en Regional Preferente y jugó sólo un partido con el primer equipo en el estadio San Fernando del Burriana (1-0). En la temporada 2001/02 tras no contar con demasiadas oportunidades en el Hércules, se marchó cedido a mitad de temporada al Torrellano con el que consiguió la permanencia en Tercera División.
En la temporada 2002/03 jugó con el Hércules "B" que marchó líder todo el campeonato de Regional Preferente, pero en el mercado de invierno se marchó cedido a la Unió Esportiva Figueres, allí gozó de continuidad, y tras desvincularse del equipo alicantino fichó en propiedad por el Figueres. En la campaña 2004/05 el Alcalá realizó la mejor temporada de su historia clasificándose para la promoción de ascenso a Segunda División en la que cayeron en la última eliminatoria frente al Hércules. Tras un año aciago en el Algeciras donde existieron numerosos problemas extradeportivos y el equipo descendió a Tercera División, regresó al Alcalá con el que se proclamó campeón del Grupo VII de Tercera División y no logró el ascenso en la promoción. En 2007 fichó por el Ontinyent donde en las temporadas 2007/08 y 2008/09 fue pieza fundamental en la defensa, y el equipo realizó dos años a rozando la promoción de ascenso.

## Clubes
| Club               | País   | Periodo   | Liga PJ (G) | Copa PJ (G) |
| ------------------ | ------ | --------- | ----------- | ----------- |
| Hércules C. F.     | España | 1998-1999 | 5 (0)       |             |
| Hércules C. F.     | España | 1999-2000 | 12 (0)      |             |
| Hércules C. F.     | España | 2000-2001 | 1 (0)       |             |
| Hércules C. F. "B" | España | 2000-2001 |             |             |
| Hércules C. F.     | España | 2001-2002 |             |             |
| Torrellano C. F.   | España | 2001-2002 |             |             |
| Hércules C. F. "B" | España | 2002-2003 |             |             |
| U. E. Figueres     | España | 2002-2003 |             |             |
| U. E. Figueres     | España | 2003-2004 |             |             |
| R. S. D. Alcalá    | España | 2004-2005 | 34(1)       |             |
| Algeciras C. F.    | España | 2005-2006 | 9(0)        |             |
| R. S. D. Alcalá    | España | 2006-2007 | 14(1)       |             |
| Ontinyent C. F.    | España | 2007-2008 | 33(1)       |             |
| Ontinyent C. F.    | España | 2008-2009 | 35 (4)      |             |
| Ontinyent C. F.    | España | 2009-2010 | 34(1)       |             |
| Ontinyent C. F.    | España | 2010-2011 | 34(0)       |             |
| Ontinyent C. F.    | España | 2011-2012 | 5(0)        |             |
| Yeclano Deportivo  | España | 2012-2013 | 30(0)       |             |
| Alicante C. F.     | España | 2013-2014 |             |             |

## Palmarés

### Campeonatos nacionales
| Título                       | Club            | País   | Año       |
| ---------------------------- | --------------- | ------ | --------- |
| Tercera División (Grupo VII) | R. S. D. Alcalá | España | 2006-2007 |